# Faras
Faras (també Pachoras, Pachoris i Bukharas) fou una ciutat de Núbia entre la primera i la segona cascada del Nil, entre Abu Simbel i Wadi Halfa, que vers el 350 i fins vers l'any 600 fou la capital del regne de Nobàtia. Abans d'això ja era una ciutat destacada del regne de Mèroe. Vers el segle viii era la seu d'un bisbe cristià.
A la ciutat s'ha trobat un temple de Tutankhamon (quadrat amb pòrtics a cada costat amb dues línies de columnes, una sala hipòstila amb dotze columnes i un santuari) una capella de Hathor d'Ibshek, possiblement construïda per Tuthmosis III i ampliada per Ramsès II.

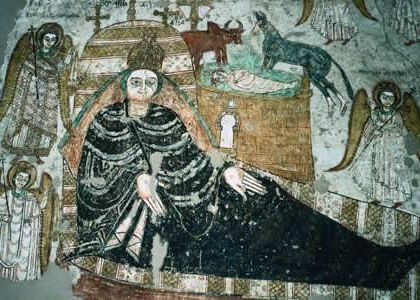
Fresc trobat a la catedral de Faras.

Els arqueòlegs han descobert també allí una catedral amb frescos que van dels segles VI al VIII. Faras ha quedat colgada per les aigües del llac Nasser i els frescos van ser desmuntats i reconstruïts al Museu Nacional del Sudan i al Museu Nacional de Varsòvia.